# Edward Oliver LeBlanc
Edward Oliver LeBlanc (* 3. Oktober 1923 in Vielle Case; † 29. Oktober 2004 ebenda) war ein dominicanischer Politiker. 1961 wurde er Chefminister der damals noch unter britischer Herrschaft stehenden Karibikinsel. Von 1967 bis 1974 war er Ministerpräsident. LeBlanc gilt als Staatsgründer Dominicas. Die volle Unabhängigkeit von Großbritannien erlangte Dominica im Jahre 1978.
| Personendaten    | Personendaten             |
| ---------------- | ------------------------- |
| NAME             | LeBlanc, Edward Oliver    |
| KURZBESCHREIBUNG | dominicanischer Politiker |
| GEBURTSDATUM     | 3. Oktober 1923           |
| GEBURTSORT       | Vielle Case               |
| STERBEDATUM      | 29. Oktober 2004          |
| STERBEORT        | Vielle Case               |